# 2091 (série de televisão)
2091 foi uma série de televisão colombiana criado por Andrés Gelós para a emissora FOX Latin América, cuja estreia ocorreu em 18 de outubro de 2016. As cenas foram gravadas durante quatro meses na Colômbia.
A série produzida pela FOX Telecolombia é a primeira de ficção científica da América Latina, com direção de Felipe Martínez Amador e de Álvaro Curiel. Os efeitos visuais da série contaram com a participação de casas produtoras de geração 3D Full CGI para a geração de naves espaciais, planetas, cidades turísticas e cenas de lutas.

## Sinopse
Baseada no ano de 2091, o comportamento da humanidade trouxe consequências para os recursos do planeta Terra se esgotarem, o que obriga estes habitantes a buscarem alternativas para garantir sua sobrevivência.
Sete jogadores de Nova Manaus são recrutados pela Corporação Neodímio para participar de um jogo em Calisto, lua de Júpter. A bordo de "Colonus", nave espacial da disputa de videogame, eles deverão competir entre si com o intuito de obter glória e privilégio no bem-estar da Cidade Destino. No entanto, tudo mudará quando Ferrán (Manolo Cardona), o jogador mais veterano, descobre a verdade sobre o jogo que põe em risco a vida de todos.

## Elenco
- Manolo Cardona como Ferrán.[1]
- Benjamín Vicuña como Lodi.[1]
- Angie Cepeda como Lila.[1]
- Ludovico Di Santo como Mefisto.[1]
- Luz Cipriota como Altea.[1]
- José Restrepo como Kim.[1]
- Jean Paul Leroux como Reznik.[1]
- Damián Alcázar como el Sr. Hull.[1]
- Christopher Uckermann como Inpar.
- Cristina Rodlo como Enira.
- Salvador del Solar como Gorlero.
- Roberto San Martín como Kore.
- Gonzalo Vivanco como Mr. Park.
- Géraldine Zivic como la Doctora Yun.
- Julio Bracho como Almorás / Dr. Sharma.
- Claudio Cataño como Lorent / Laurent.
- Jason Day como Lutar.
- Angely Gaviria como Ina.

## Episódios
A primeira temporada da série contém 13 episódios e estreou na América Latina em 18 de outubro de 2016 pelo canal FOX Latin América. No Brasil, a estreia está prevista para 24 de outubro de 2016 no canal FOX Brasil.

### Primeira temporada
| N.º | Título         | Diretor(es)            | Roteirista(s)                                                      | Exibição original                           | Audiência (em milhões) |
| --- | -------------- | ---------------------- | ------------------------------------------------------------------ | ------------------------------------------- | ---------------------- |
| 1   | "Lo Real"      | Felipe Martínez Amador | Andrés Gelós, Natacha Caravia, Martín Preusche & Luis E. Langlemey | 18 de outubro de 2016 24 de outubro de 2016 | –                      |
| 2   | "Peón a Reina" | Felipe Martínez Amador | Natacha Caravia, Martín Preusche & Luis E. Langlemey               | 25 de outubro de 2016 A definir             | –                      |
| 3   | "Dejá Vu"      | Felipe Martínez Amador | Andrés Gelós, Natacha Caravia, Martín Preusche & Luis E. Langlemey | 1 de novembro de 2016 A definir             | –                      |

## Produção

### Desenvolvimento
A série foi criada por Andrés Gelós, que também fez produções como Kdabra e Cumbia ninja. Edgar Spielmann, COO da FOX Networks Group Latin America afirma que "A realização da Cumbia ninja nos proporcionou a experiência e a direção necessária para desenvolver um projeto nesta magnitude. 2091 é uma de nossas produções mais ambiciosas que tivemos, isto é, de 70% e 80% de cada episódio contém efeitos visuais e o procedimento final de produção da série se estende em até um ano de duração.

### Filmagem
A série foi gravada desde abril de 2016 na Colômbia, em locais como Bogotá, o Deserto de Tatacoa e Neiva. As gravações da temporada foram encerradas em julho do mesmo ano.